# Tangara seledon
La tangara o tangará arcoíris, tángara regia o saíra arcoíris (Tangara seledon) es una especie de ave paseriforme de la familia Thraupidae, perteneciente al numeroso género Tangara. Es nativa del sureste de América del Sur.

## Distribución y hábitat
Se distribuye por el litoral sureste y sur de Brasil, desde Bahía hasta Río Grande do Sul, hacia el oeste hasta el sur de Mato Grosso do Sul, este de Paraguay y noreste de Argentina (Misiones).
Esta especie es considerada bastante común en sus hábitats naturales: el dosel y los bordes de la mata atlántica y otros bosques húmedos y zonas adyacentes, hasta los 1300 m de altitud. Se le encuentra también en claros arbolados o con arbustos y en huertos y parques de la región.

## Descripción

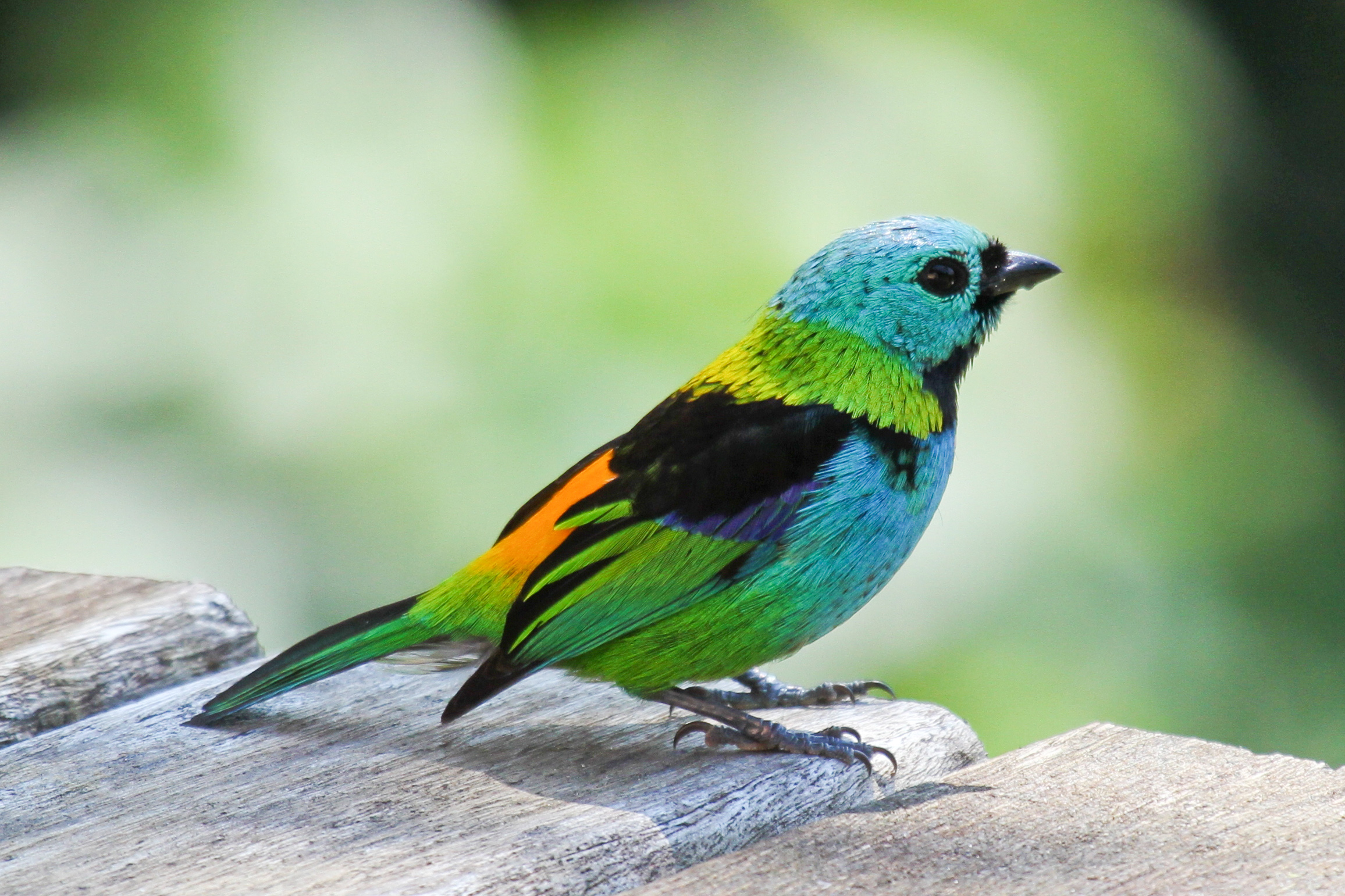

Mide 13,5 cm de longitud y pesa 18 g. Presenta la corona, mejillas y barbilla azul turquesa; la nuca y los lados del cuello son amarillos a verdosos brillantes; la parte superior del dorso y la garganta negras; el lomo y la grupa anaranjados; el pecho y el vientre azul turquesa, con flancos y crissum color verde brillante; las coberteras de las alas son azul violáceo y las plumas de vuelo negras ampliamente bordeadas de verde. La hembra presenta un plumaje más opaco.

## Alimentación
Se alimenta de frutas y también de insectos.

## Reproducción
Llega a la madurez sexual al año de edad. Construye un nido en forma de cuenco, en el cual la hembra pone de dos a cuatro huevos; los pichones nacen 15 a 17 días después.

## Sistemática

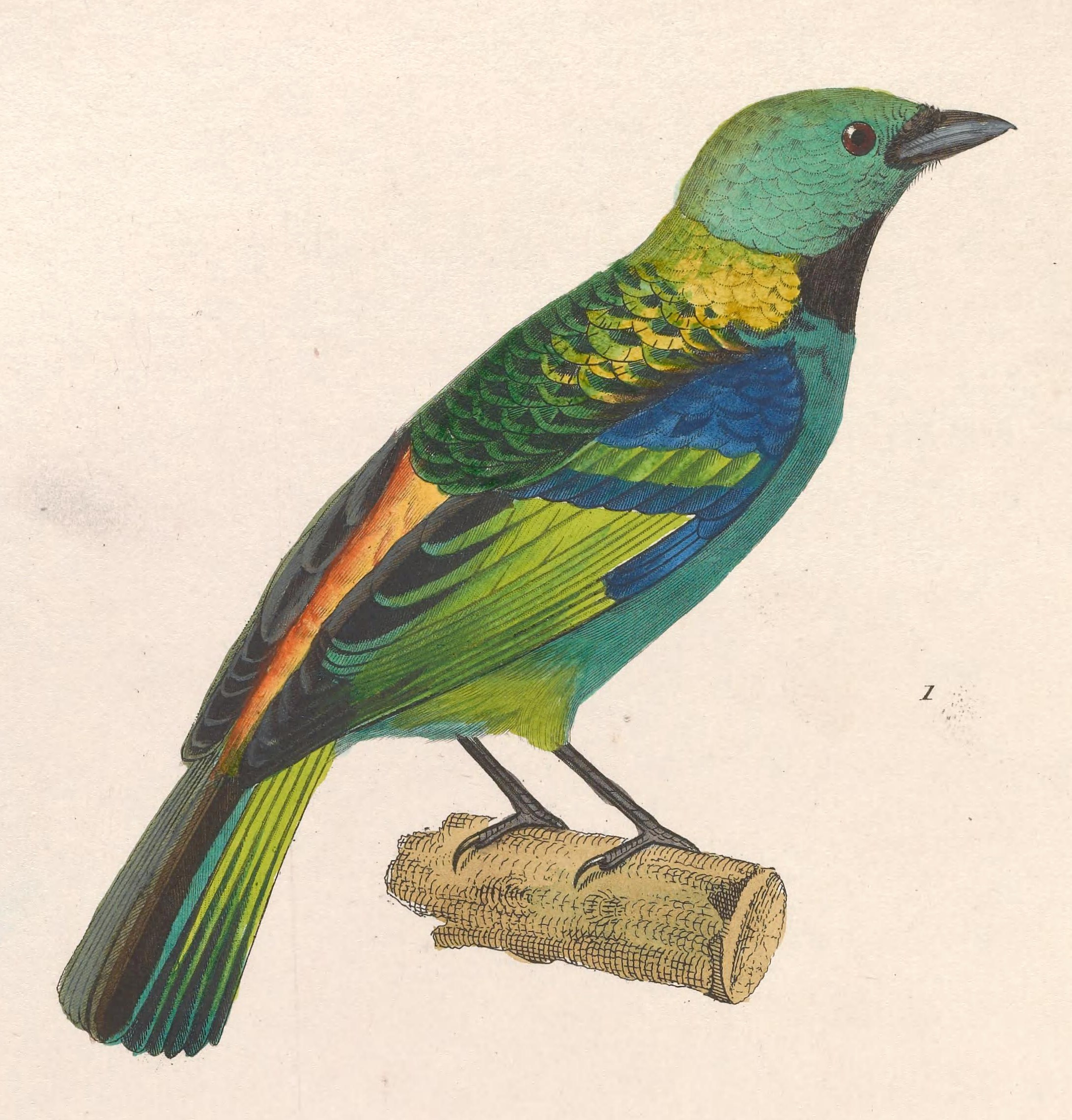
Tanagra tricolor = Tangara seledon, ilustración de Huet le Jeune y Prêtre en Nouveau recueil de planches coloriées d'oiseaux, 1838.

### Descripción original
La especie T. seledon fue descrita por primera vez por el naturalista alemán Philipp Ludwig Statius Müller en 1776 bajo el nombre científico Tanagra seledon; su localidad tipo es: «Cayena, error, enmendado para Río de Janeiro, Brasil».

### Etimología
El nombre genérico femenino Tangara deriva de la palabra en el idioma tupí «tangará», que significa «bailarín» y era utilizado originalmente para designar una variedad de aves de colorido brillante; y el nombre de la especie «seledon» deriva del francés  «céladon»: verde claro.

### Taxonomía
Los amplios estudios filogenéticos recientes demuestran que la presente especie es hermana de Tangara fastuosa y que el par formado por ambas se integra a un clado monofilético con Tangara cyanoventris, T. cyanocephala y T. desmaresti. Es monotípica.